# هنري إدوارد فيلد
هنري إدوارد فيلد (بالإنجليزية: Henry Edward Field)‏ هو أكاديمي نيوزيلندي، ولد في 11 يوليو 1903، وتوفي في 28 مارس 1991.